# Arnon Milchan
Arnon Milchan (Rejovot,  Mandato británico de Palestina, actual Israel; 6 de diciembre de 1944) es un productor y productor ejecutivo de cine y televisión israelí. A lo largo de su carrera profesional ha recibido nominaciones a los Premios Óscar y los Premios BAFTA. Ha producido películas como Once Upon a Time in America (1984), Heat (1995), L.A. Confidential (1997) o Fight Club (1999), entre otras.

## Biografía
Arnon Milchan nació en Rejovot, por aquel entonces bajo administración británica, el 6 de diciembre de 1944. Su padre era dueño de una compañía de fertilizantes; Milchan convirtió este negocio en una empresa valorada en 125 millones de dólares. Asimismo obtuvo un título de la London School of Economics. Contrajo matrimonio con Brigitte Genmaire, modelo, de la cual se separó en el año 1975. Tiene tres hijos, Alexanda y Elinor, que trabajan también como productores en la compañía creada por él mismo, y Yariv, fotógrafo y artista residente en Nueva York. En 1991 creó su propia compañía productora New Regency Productions, filial subsidiaria de New Regency Enterprises. Se encuentra en el ranking de los billonarios del mundo según la revista Forbes en 2010. En 2007 ocupó el puesto número 287 en dicho ranking, con una fortuna estimada en tres mil millones.

### Carrera
A lo largo de su trayectoria profesional ha producido numerosas cintas. Once Upon a Time in America (1984), protagonizada por Robert De Niro fue una de sus primeros trabajos. Más tarde llegaría la comedia romántica Pretty Woman (1990), por la que fue candidato al BAFTA a la mejor película. También en la década de los 90 su nombre figuró en los créditos de películas como JFK (1991), cuyo reparto estaba encabezado por Kevin Costner; la cinta infantil Free Willy (1993); las adaptaciones cinematográficas de las novelas de John Grisham The Client (1994) y A Time to Kill (1996); y el thriller Heat (1995). A finales de esta década fue candidato al Óscar a la mejor película y nuevamente al BAFTA por el drama L.A. Confidential (1997). Los últimos títulos producidos en los 90 son, entre otros, el drama romántico protagonizado por Meg Ryan y Nicolas Cage City of Angels (1998), la cinta de acción Entrapment (1999), con Catherine Zeta-Jones; y Fight Club (1999), con Brad Pitt y Edward Norton.
La década de 2000 empezó con la comedia Big Momma's House (2000) y los thrillers Ni una palabra (2001), con Michael Douglas, y High Crimes (2002). Posteriormente se llegarían el drama encabezado por Richard Gere y Diane Lane Unfaithful (2002); y las adaptaciones cinematográficas del cómic Daredevil (2003) y, nuevamente, la novela de John Grisham Runaway Jury (2003), cuyo reparto estaba encabezado por Dustin Hoffman, Rachel Weisz y Gene Hackman. En 2005 trabajó como productor ejecutivo en la película más exitoso de su carrera hasta el momento Sr. y Sra. Smith, con 478 millones de dólares recaudados globalmente. Entre sus últimos proyectos de esta década destacan el drama Stay (2005) y el thriller The Sentinel (2006), en el que aparecían Michael Douglas, Kiefer Sutherland y Eva Longoria.
En los años 2010 ha producido las comedias What Happens in Vegas (2008), Marley & Me (2008); la película de terror dirigido por Alexandre Aja Mirrors (2008); la película protagonizada por Tom Cruise Knight and Day (2010) y el drama cuyo reparto estaba encabezado por Jake Gyllenhaal y Anne Hathaway, Love and Other Drugs (2010).

### Tráfico de armas y espionaje para Israel
Después de la imputación en 1985 de Richard Kelly Smyth, ejecutivo de la industria aeroespacial que había hecho envíos ilegales de disparadores nucleares a través de una de las compañías de Milchan, comenzó a conjeturarse con la participación de Milchan en actividades de espionaje y tráfico de armas. Las conjeturas salieron del estado de rumor con la publicación en 2011, por los biógrafos Meir Doron y Joseph Gelman, de Confidential - The Life Of Secret Agent Turned Hollywood Tycoon, en el que argumentan que «al menos durante la mitad de la década de 1980 ejerció en todas las dimensiones como agente de la agencia de inteligencia ultrasecreta de Israel Lakam. Sus actividades incluyeron “la compra de piezas de construcción y mantenimiento del arsenal nuclear de Israel” y la supervisión de “cuentas y empresas tapadera con respaldo gubernamental que financiaban las necesidades particulares del conjunto de las operaciones de inteligencia de Israel en el exterior”».  En una entrevista sobre las actividades de inteligencia de Milchan, el presidente israelí Shimon Peres declaró:

Arnon es un hombre especial. Fui yo quien lo recluté... Cuando yo estaba en el Ministerio de Defensa, Arnon estaba implicado en gran número de actividades de contratación relacionadas con la defensa y de operaciones de inteligencia. Su punto fuerte es la realización de conexiones en los niveles más altos... Sus actividades nos dieron una ventaja inmensa en lo estratégico, lo diplomático y lo tecnológico
Entrevista con fecha de 8 de febrero de 2010 documentada en el libro de Doron y Gelman, página xi.

En noviembre de 2013, el propio Milchan admitió en el documental israelí Uvda haber llevado a cabo negocios de comercio clandestino de armas para el gobierno israelí a lo largo de la década de 1970.

## Premios y distinciones
Premios Óscar
| Año  | Categoría      | Película          | Resultado |
| ---- | -------------- | ----------------- | --------- |
| 1998 | Mejor película | L.A. Confidential | Nominado  |
| 2016 | Mejor película | The Revenant      | Nominado  |

Premios BAFTA
| Año  | Categoría                 | Película          | Resultado |
| ---- | ------------------------- | ----------------- | --------- |
| 1998 | BAFTA a la mejor película | L.A. Confidential | Nominado  |
| 1991 | BAFTA a la mejor película | Pretty Woman      | Nominado  |